# برنارد وابر
برنارد وابر (انگلیسی: Bernard Waber؛ ۲۷ سپتامبر ۱۹۲۱ - ۱۶ مه ۲۰۱۳) نویسنده آمریکایی بود که بیشتر به خاطر کتاب‌های خانه‌ای در خیابان ۸۸ شرقی (۱۹۶۲)، لایل، لایل، کروکودیل (۱۹۶۵) و کتاب‌های بعدی‌اش شهرت داشت.

## اوایل زندگی
او در فیلادلفیا، پنسیلوانیا در خانوادۀ هنریِ پائولین وابر به‌دنیا آمد. اگرچه او تحصیلات خود را در رشته مالی از دانشگاه پنسیلوانیا آغاز کرد، اما با شروع جنگ جهانی دوم، دانشگاه را ترک کرد تا در ارتش ثبت‌نام کند. از سال ۱۹۴۲ تا ۱۹۴۵، وابر به‌عنوان گروهبان ستاد در ارتش امریکا خدمت کرد. بلافاصله پس از پایان جنگ، او به تحصیلات خود در کالج هنر فیلادلفیا بازگشت. وابر فارغ‌التحصیل شد و در سال ۱۹۵۱ مدرک خود را دریافت کرد.
پس از فارغ‌التحصیلی، وابر کار خود را به‌عنوان یک هنرمند تجاری آغاز کرد. اندکی بعد شروع به تصویرسازی و نوشتن کتاب‌های کودکان کرد. برنارد در سن ۲۸ سالگی با اتل برنشتاین ازدواج کرد و این زوج به شهر نیویورک نقل مکان کردند و صاحب سه فرزند شدند. وقتی فرزندانش جوان بودند، وابر در بخش هنری یک انتشارات کار می‌کرد و کتاب‌های خود را در شب و آخر هفته می‌نوشت.

## معرفی کتاب از من بپرس اثر برنارد وابر
در یک روز زیبای پاییزی، دخترک و پدرش همراه با هم برای گردشی پر از لذت و هیجان به بیرون از خانه می روند، همان نزدیکی ها، در همسایگی شان، با قدم زدن روی برگ های زرد و نارنجی پاییز که زیر پاهایشان خش خش می کنند، همراه با دیدن دریاچه، پرندگان و طبیعتی زیبا. «از من بپرس چی دوست دارم؟» این پرسش محبوب دخترک است که دلش می خواهد پدر بارها و بارها آن را از او بپرسد و او هم در پاسخ به آن از چیزهایی بگوید که دوستشان دارد. این داستان لطیف و زیبا دربارهی یک خلوت پدر و دختری ست. خلوتی پر از پاسخ هایی شگفت انگیز به همان یک پرسش!